# Thrixspermum maculatum
Thrixspermum maculatum là một loài thực vật có hoa trong họ Lan. Loài này được Schltr. miêu tả khoa học đầu tiên năm 1906.